# Enric Frederic d'Anglaterra

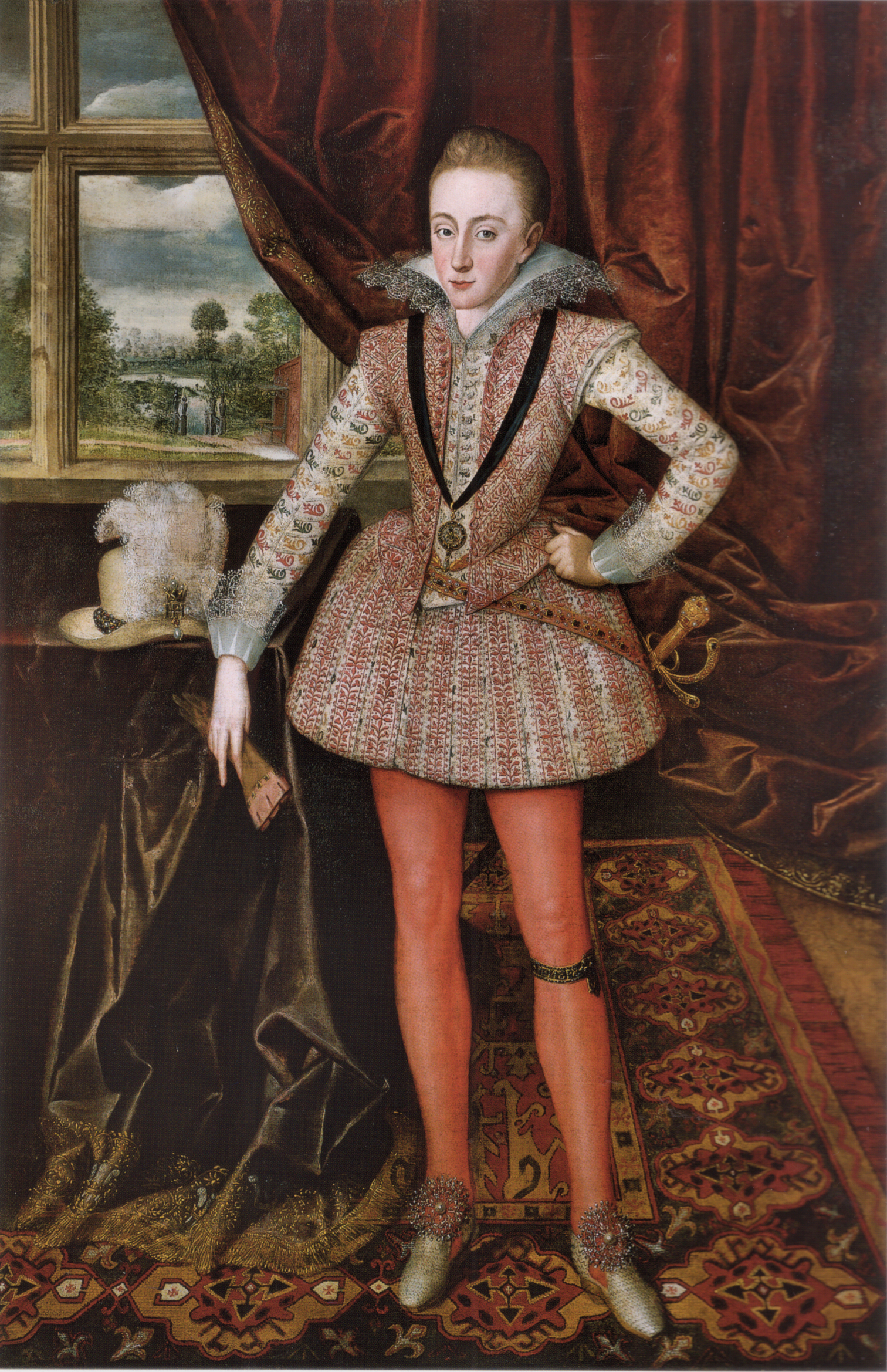
Enric Estuard, retratat per Robert Peake

Enric Frederic Estuard (en anglès Henry Frederick Stuart (19 de febrer de 1594 - 6 de novembre de 1612) va ser el fill major del rei Jaume I d'Anglaterra i Anna de Dinamarca, membre per tant de la casa Estuard.
Enric va nàixer en el castell de Stirling i va anar Duc de Rothesay, Comte de Carrick i Senyor de les Illes en el moment de nàixer. Quan el seu pare va accedir al tron d'Anglaterra en 1603, va ser nomenat Duc de Cornualla i investit Príncep de Gal·les, així com Comte de Chester en 1610, unint els dos títols que tradicionalment ostentaven els hereus barons de les corones d'Anglaterra i Escòcia fins a la data.
Enric semblava tenir un futur prometedor, pel que la seua mort de febre tifoidea als 18 anys va ser vista com una tragèdia per a la nació. (El diagnòstic es pot realitzar amb relativa seguretat a partir de cròniques escrites de l'examen post-mortem). Els seus títols van ser heretats pel seu germà menor, Carles I d'Anglaterra, que fins llavors havia estat a l'ombra d'Enric. Està enterrat en l'Abadia de Westminster.